# Börse und Adel
Börse und Adel ist ein deutsches Stummfilm-Gesellschaftsmelodram aus dem Jahre 1916 von Felix Basch mit Harry Liedtke in einer der Hauptrollen.

## Handlung
Graf Hochfeld, ein angesehener Herr mittleren Alters, hat sich in die junge Ebba Behrends verguckt, die Tochter eines Antiquitätenhändlers. Doch die junge Frau liebt den jungen Gutsbesitzer Martens Stahl, der ihre Gefühle erwidert aber von leichtsinniger Natur ist. Auf einem Fest küsst er eines Tages das Modell seines Künstlerfreundes. Als Ebba dies erfährt, kappt sie den Kontakt zu Stahl und hört auf den Rat ihres Vaters, den Grafen zu ehelichen. Sie liebt ihn zwar nicht, weiß aber, dass er gut für sie sorgen wird. Dementsprechend ist die Ehe für sie von Leidenschaftslosigkeit geprägt. Bei einer morgendlichen Spazierfahrt begegnet sie eines Tages Martens wieder, der hocherfreut über diesen Zufall ist. Er bittet darum, sie demnächst öfters besuchen zu dürfen. Martens erweist sich als angenehmer Gesellschafter, den Ebba bald nicht mehr missen möchte. Eines Tages überrascht Martens Ebba damit, dass er nach Amerika auswandern wolle. Als Grund dafür gibt er sein hochverschuldetes Gut an, das auf Betreiben des Bankiers Bath, dem er die Hypotheken nicht mehr zurückzahlen könne, zwangsversteigert werden soll. Ebba ist damit überhaupt nicht einverstanden und überredet ihren Gatten dazu, Martens zu entschulden und ihn als Verwalter einzustellen. Stahl, dessen Liebe zu Ebba ebenfalls nicht erkaltet ist, nimmt dieses Angebot mit Freuden an.
Das Schicksal schlägt eines Tages erbarmungslos zu, als Graf Hochfeld bei einem Jagdunfall ums Leben kommt. Für Gräfin Ebba bedeutet dies, dass sie in erhebliche Geldnöte gerät, denn ihr toter Gatte hat ihr als Erbe lediglich den Pflichtteil zugestanden. Ebbas teurer Lebenswandel hat und ihre ständigen Geldleihaktionen gegenüber Bankier Bath führen dazu, dass Bath sie bald in der Hand hat. Dieser ist schon seit langem verliebt in sie und bedrängt nun Ebba jedes Mal, wenn er ihr die Aufwartung macht. Nach dem Trauerjahr bittet er um Ebbas Hand. Sie ist bereit, Bath zu heiraten, wohl aber nur aus dem Grunde, da sie sonst ihre Schulden nie begleichen und Bath mit dieser Information zu Ebbas rechtschaffenem Vater gehen könnte. Dies will die verwitwete Gräfin um jeden Preis verhindern. Als Martens en passant von Baths an Ebba ausgesprochenen Einladung zum Souper erfährt, will er sich das Leben nehmen, da er glaubt, nunmehr endgültig seine große Liebe verloren zu haben. Da nimmt die Geschichte eine überraschende Wendung. Bath wird als Betrüger und Dieb während des Soupers verhaftet; man beschuldigt ihn, die Depots seiner Bankkunden ausgeplündert zu haben. Als Ebba erleichtert heimkehrt, findet sie dort einen Abschiedsbrief von Martens vor. Sie rast zu seiner Wohnung, wo sie ihn noch lebend vorfindet. Ebba erklärt Martens die Gründe für ihr Handeln Bath gegenüber, und beide können nunmehr in eine gemeinsame Zukunft blicken.

## Produktionsnotizen
Börse und Adel entstand wohl Mitte 1916 im Union-Atelier in Berlin-Tempelhof, passierte im August desselben Jahres die Filmzensur und erhielt Jugendverbot. Möglicherweise lief der Vierakter noch im selben Jahr an, eine Aufführung für Berlin ist lediglich im April 1917 an den Kammerlichtspielen am Potsdamer Platz nachzuweisen.

## Kritik
„Die Handlung dieses Films, der sich durch ein seltene gute Inszenierung auszeichnet, rollt sich in überraschend schönen Bildern vor unseren Augen ab.“